# 山内志朗
山内 志朗（やまうち しろう、1957年9月18日 - ）は、日本の哲学者。慶應義塾大学文学部名誉教授。慶應義塾女子高等学校元校長。山形県西村山郡西川町出身。
専門は中世哲学と紹介されることが多いが、山内自身の述懐によれば学生時代にはライプニッツを専攻しており、自らを指して「近世哲学の研究人」、「中世哲学の専門家でもない者」と言っている。スコラ学をはじめ、研究対象はグノーシス主義、現代思想、現代社会論、コミュニケーション論、身体論、ミイラ、修験道（出身地は修験道の盛んな地域である）など多岐にわたる。サブカルチャーにも造詣が深い。

## 経歴
- 山形県立山形東高等学校卒業
- 1982年 東京大学文学部卒業
- 1984年 同大学院人文科学研究科修士課程修了
- 1988年 同博士課程単位取得満期退学、新潟大学人文学部助手
- 1991年 助教授
- 1999年 教授
- 2007年 慶應義塾大学文学部教授
- 2023年3月 退職、名誉教授

## 著作

### 単著
- 『近代の源流としての普遍論争』哲学書房、1992
  - 『普遍論争』平凡社ライブラリー、2008。（上記の増補版）
- 『天使の記号学』岩波書店、2001。岩波現代文庫、2019
- 『ぎりぎり合格への論文マニュアル』平凡社新書、2001、新版2021
- 『ライプニッツ　なぜ私は世界にひとりしかいないのか』日本放送出版協会〈シリーズ・哲学のエッセンス〉、2003。
- 『笑いと哲学の微妙な関係 25のコメディーと古典朗読つき哲学饗宴』哲学書房、2005
- 『〈つまずき〉のなかの哲学』日本放送出版協会〈NHKブックス〉、2007
- 『〈畳長さ〉が大切です』岩波書店、2007
- 『存在の一義性を求めて　ドゥンス・スコトゥスと13世紀の〈知〉の革命』岩波書店、2011
- 『「誤読」の哲学　ドゥルーズ、フーコーから中世哲学へ』青土社、2013
- 『小さな倫理学入門』慶應義塾大学出版会、2015
- 『感じるスコラ哲学 存在と神を味わった中世』慶應義塾大学出版会、2016
- 『湯殿山の哲学　修験と花と存在と』ぷねうま舎、2017
- 『目的なき人生を生きる』角川新書、2018
- 『無駄な死など、どこにもない　パンデミックと向きあう哲学』ぷねうま舎・未来哲学双書、2021
- 『自分探しの倫理学』トランスビュー、2021
- 『わからないまま考える』文藝春秋、2021
- 『ドゥルーズ内在性の形而上学　極限の思想』講談社選書メチエ、2021
- 『中世哲学入門―存在の海をめぐる思想史』ちくま新書、2023

### 共編
- 『イスラーム哲学とキリスト教中世』全3巻、竹下政孝共編、岩波書店、2011-12
- E・ジルソン 『キリスト教哲学入門　聖トマス・アクィナスをめぐって』監訳・松本鉄平訳、慶應義塾大学出版会、2014
- 『世界哲学史』全8巻、伊藤邦武・中島隆博・納富信留共編、ちくま新書、2020年。

### 翻訳
- ヨハネス・ドゥンス・スコトゥス『存在の一義性 定本-ペトルス・ロンバルドゥス命題註解』花井一典共訳、哲学書房、1989
- アイケ・ピース『デカルト暗殺』大修館書店、2000
- ライプニッツ 『著作集 第Ⅱ期 1巻 哲学書簡―知の綺羅星たちとの交歓』「ヤコプ・トマジウスとの往復書簡」増山浩人共訳、工作舎、2015、ISBN 978-4-87502-463-7